# St. Antonius von Padua (Pfändhausen)

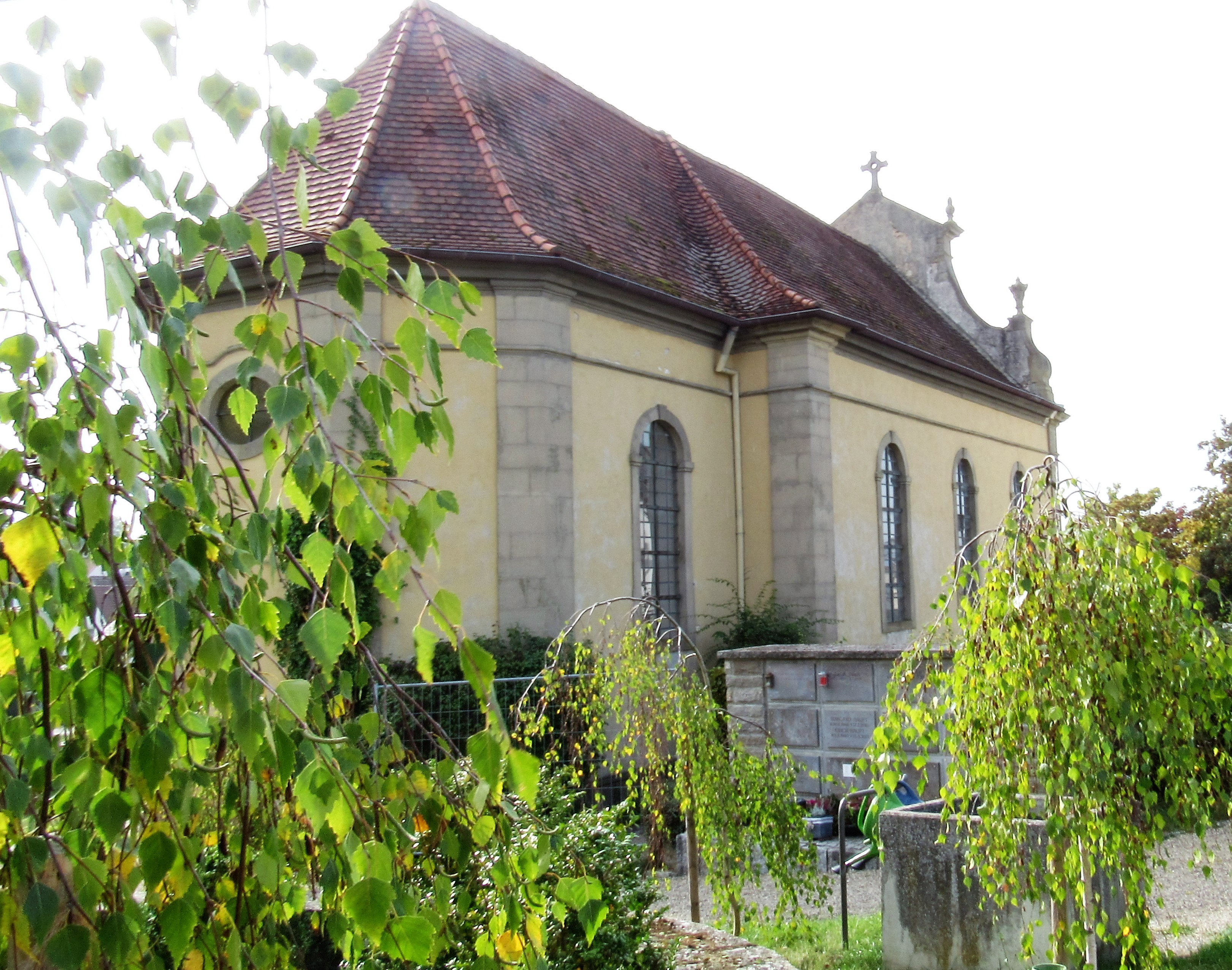
St. Antonius von Padua

St. Antonius von Padua ist ein Baudenkmal in Pfändhausen, einem Ortsteil der unterfränkischen Gemeinde Dittelbrunn im Landkreis Schweinfurt. Die ehemalige römisch-katholische Filialkirche ist, zusammen mit dem Friedhofskreuz, unter Nummer D-6-78-123-33 in der Bayerischen Denkmalliste registriert.

## Geschichte
Der 1770 im Stil des Rokoko errichtete Kirchenbau wird nur noch als Leichenhalle genutzt. Er diente als Dorfkirche Pfändhausens, das ursprünglich zur Pfarrei Rannungen gehörte. Die Kirche wurde 1967 durch die 1965–1966 errichtete Kirche Heilig Kreuz ersetzt.

## Beschreibung
Die Kirche besteht heute lediglich aus dem Langhaus mit geschwungenem Giebel im Westen und dem östlichen Chor. Ursprünglich war auch ein Kirchturm vorhanden, der inzwischen abgetragen wurde. Die Altäre stammen aus der Bauzeit.